# Zapovednik Loehansky
Zapovednik Loehansky (Oekraïens: Луганський природний заповідник; Russisch: Луганский природный заповедник) is een strikt natuurreservaat gelegen in de oblast Loehansk van Oekraïne. De oprichting tot zapovednik vond plaats op 12 oktober 1968 per decreet van de Raad van Ministers van de Oekraïense SSR. Zapovednik Loehansky heeft een grootte van 54,03 km², onderverdeeld over vier clusters.

## Deelgebieden
Zapovednik Loehansky bestaat uit de volgende vier clusters:
- Stanytsjno-Loehansky (Станично-Луганський) met een oppervlakte van 4,98 km².
- Striltsivsky step (Стрільцівський степ) met een oppervlakte van 10,365 km². Werd opgericht in 1948 als zelfstandig natuurreservaat. Werd in 1961 samengevoegd met andere natuurreservaten in Zapovednik Oekraïense Steppe, totdat het gebied in 1968 werd overgeheveld naar Zapovednik Loehansky.[2]
- Provalsky step (Провальський степ) met een oppervlakte van 5,875 km².
- Trochizbensky step (Трьохізбенський степ) met een oppervlakte van 32,81 km².

## Flora en fauna
Zapovednik Loehansky bestaat grotendeels uit steppegebieden. Hier zijn meer dan 1.200 vaatplanten vastgesteld, waaronder 32 soorten die vermeld worden op de Oekraïense rode lijst van bedreigde soorten. Zeven soorten staan bovendien ook op de Rode Lijst van de IUCN. Belangrijke landschapsvormende soorten zijn de vedergrassen: Stipa zalesskii, Stipa tirsa, Stipa lessingiana, Stipa pennata, Stipa capillata en vele anderen.
Ook zijn er 66 zoogdieren, 245 vogels, tien reptielen en negen amfibieën vastgesteld. Hieronder bevinden zich de zeldzame bobakmarmot (Marmota bobak), gevlekte soeslik (Spermophilus suslicus), Europese hamster (Cricetus cricetus), Oost-Europese egel (Erinaceus roumanicus), langooregel (Hemiechinus auritus), grote paardenspringmuis (Allactaga major) en steppebunzing (Mustela eversmanni). Onder de vogels bevinden zich typische steppebewoners als roodpootvalk (Falco vespertinus), steppekiekendief (Circus macrourus), kortteenleeuwerik (Calandrella brachydactyla), kalanderleeuwerik (Melanocorypha calandra) en kuifleeuwerik (Galerida cristata). De kleine trap (Tetrax tetrax) en grote trap (Otis tarda) zijn er zeer zeldzaam.
...
Askania-Nova · 
Doenajsky · 
Gorgani · 
Karpaten · 
Loehansky · 
Medobory · 
Oekraïense Steppe · 
Tsjernobyl · 
Zwarte Zee
...